# Künstlerbund Dresden

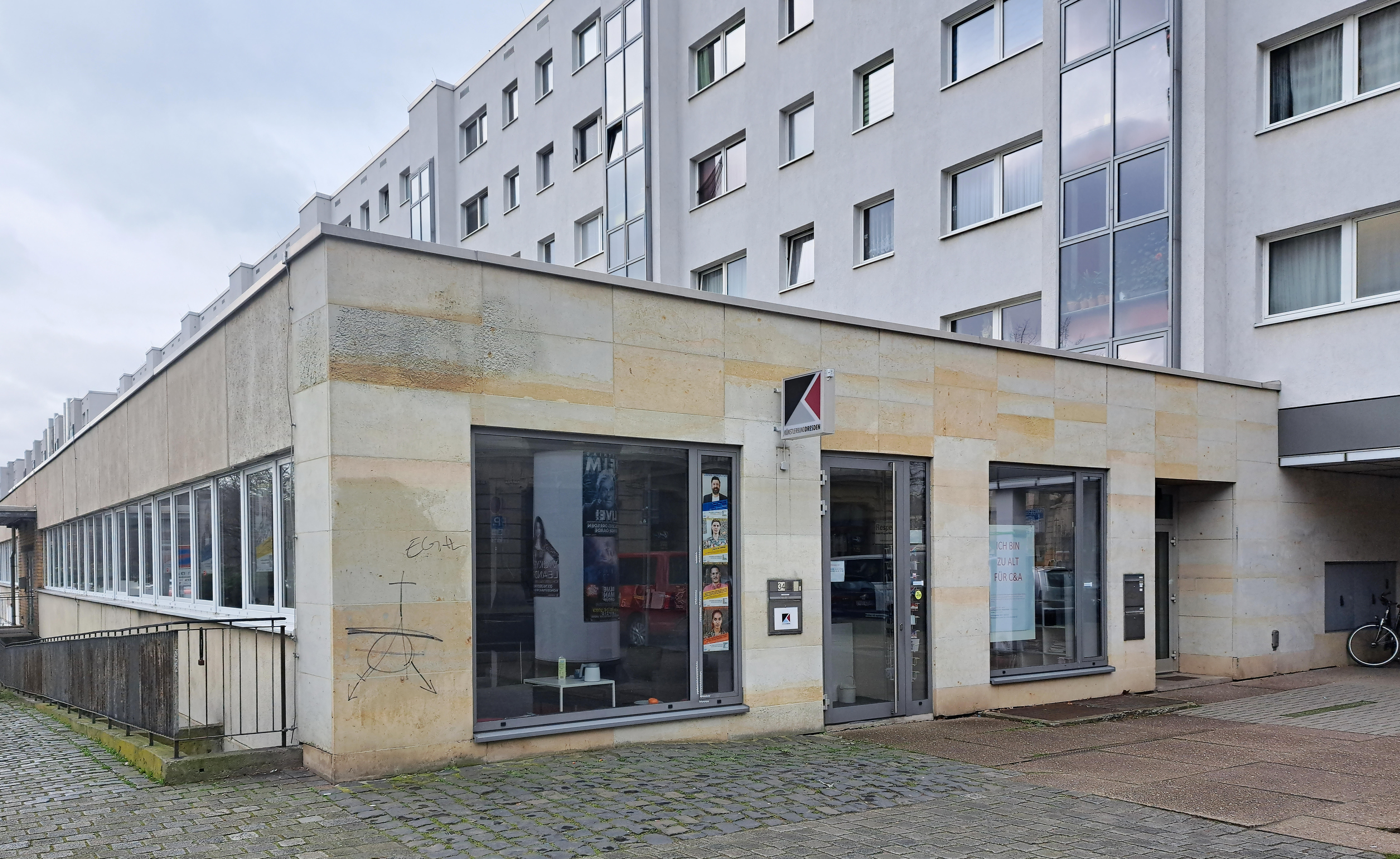
Geschäftsbüro des Künstlerbunds Dresden

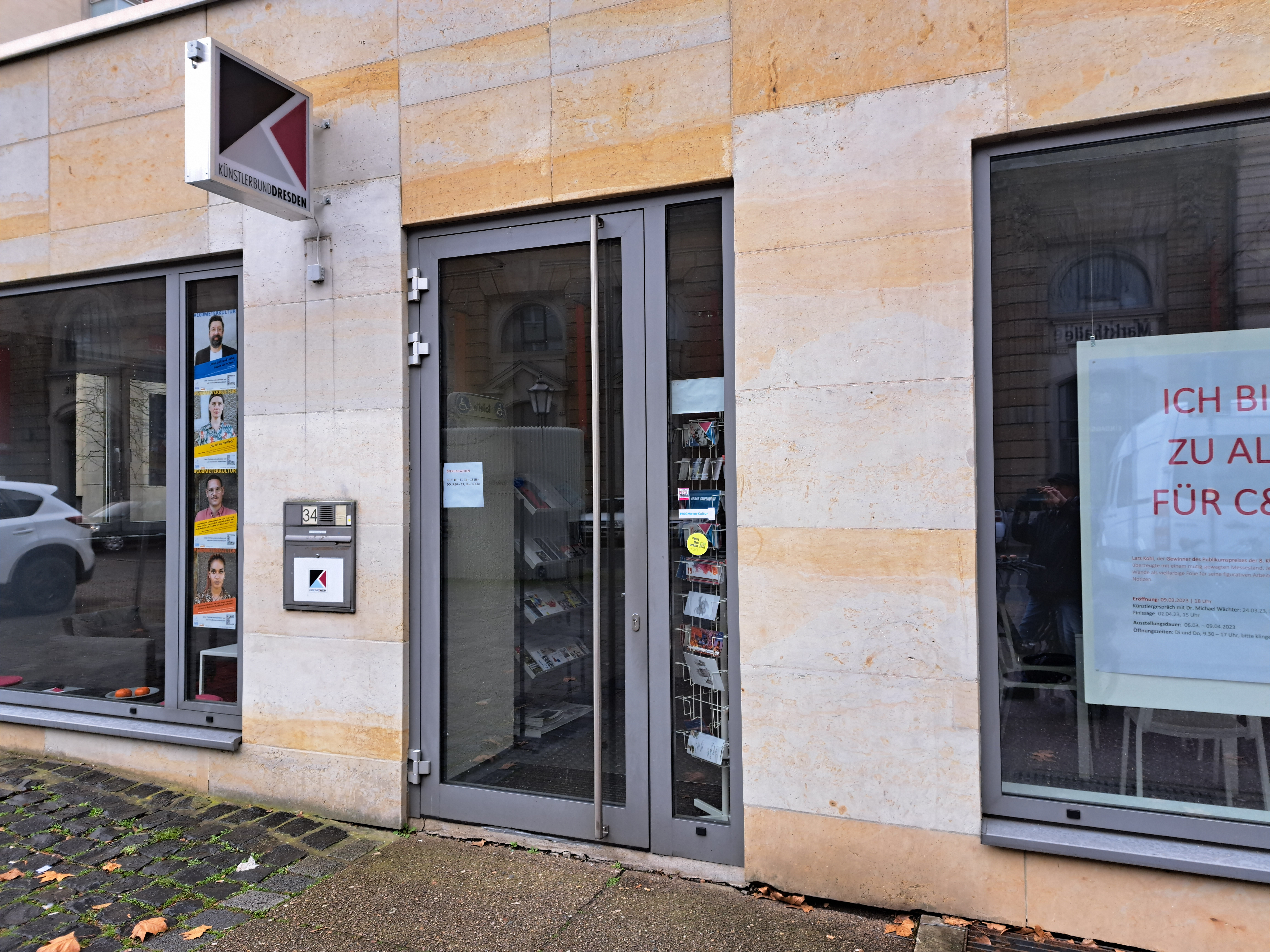
Eingang zum Künstlerbund Dresden

Der Künstlerbund Dresden e. V. besteht seit dem Jahr 1990. Er hat die Funktion des Berufsverbandes von Künstlern, die auf den Gebieten der Bildenden Kunst, zumeist freiberuflich, arbeiten. Der Verein ist nicht kommerziell tätig und unabhängig von politischen Parteien und Organisationen. Er ist im Regionalverband des Landesverbandes Bildende Kunst Sachsen e. V. und gehört damit dem Bundesverband Bildender Künstlerinnen und Künstler (BBK) mit Sitz in Berlin an. Mit inzwischen über 500 Mitgliedern und 57 Ehrenmitgliedern ist es der mitgliederstärkste Künstlerverband in den östlichen Bundesländern. Der Künstlerbund verinhaltlicht sich als Solidargemeinschaft und Lobbyorganisation.

## Geschichte

### Beginn 1990
Nach der friedlichen Revolution in der DDR ging der Künstlerbund aus dem Dresdner Bezirksverband des Verbandes Bildender Künstler der DDR (VBK) hervor. Der Künstlerbund Dresden wurde am 28. März 1990 gegründet unter dem Gründungsnamen Sächsischer Künstlerbund (SKB). In der Folgezeit des Jahres werden alle Angestellten des ehemaligen VBK entlassen. Erste Geschäftsführerin des Künstlerbundes war Karin du Vinage. Die Geschäftsstelle befand sich in einer Villa in Striesen, in der vormals der VBK residiert hatte. 
Bis Ende des Jahres 1990 konnten sich ehemalige VBK-Mitglieder im Künstlerbund anmelden, etwa 600 der 900 im Dresdner Bezirksverband zugehörten Mitglieder folgten. Dazu gehörten zunächst noch alle aus der VBK-Struktur übernommenen Sektionen: Malerei und Grafik, Plastik Freie Kunst, sowie viele Bereiche der angewandten Kunst, Restauratoren und Kunstwissenschaftler.
Mit zirka 50 Prozent aller Mitglieder sind die Freien Künstler zahlenmäßig die bei weitem stärkste Gruppe. Sie bildeten einen Sprecherrat als Entscheidungsgremium: Vorsitzender Andreas Beier (* 1948; Designer), Gunter Herrmann, Dieter Melde (* 1941), Christa Jura (* 1940), Andreas Garn, Jochen Fiedler (Malerei, Grafik), Werner Rauschhardt, Christian Schulze (Plastik), Rosi Schwabe, Peter Gabriel (Restaurierung), Manfred Queißer (Kunstwissenschaftler), Ulrike Kunze (* 1951; Szenografie), Ekkehard Walter (* 1939; Gebrauchsgrafiker), Uwe Hempel (* 1957; Kunsthandwerk, Formgestaltung).
Im Jahr 1991 erfolgte der Umzug des Geschäftsbüros nach Dresden-Strehlen. Als wichtiger Schritt wurde der Beitritt in den Bundesverband Bildender Künstlerinnen und Künstler vollzogen. Vorrangig erarbeitete der Künstlerbund eine Ateliervorlage zum Einfrieren der Mieten zum Zeitpunkt vor dem Jahr 1990. Gleichzeitig wurde ein neuer Aufnahmemodus für Neumitglieder durch eine Jury festgelegt. In einer beschließenden Mitgliederversammlung wurde in der ersten Satzung die Struktur des Künstlerbundes neu geregelt. Die Sektionen und Fachgruppen werden durch Künstler der bildenden Kunst neu geregelt. Ein Vorstand bestehend aus 15 Mitgliedern bestimmte drei Vorsitzende, Bodo Brzoska, Dietrich Nitzsche und Egbert Rimkus. Diese Regelung der jährlichen Vorstandswahl wird bis heute beibehalten. Außerdem erfolgte die erste Ausstellung des Künstlerbundes, Kleinplastik und Handzeichnung, in der Galerie Rähnitzgasse. 
1993 wurde der Umzug in das ehemalige Kulturhaus Rudi Arndt durchgeführt. Damit verfügte man nun über eigene Ausstellungsräume mit der Galerie unterm Dach. Eine Kunstkommission wurde festgelegt, welche die Auslobung des Wettbewerbes für den Landtagsneubau tragen sollte. Vorstandsvorsitzender Dietrich Nitzsche vertrat dabei den Dresdner Künstlerbund. Im Jahr 1994 begann die Ausstellungsreihe Galerie unterm Dach mit Werken des Dresdner Bildhauers Wilhelm Landgraf.

### Geschichte ab 1995
Im Jahr 1995 erhielt der Künstlerbund eine institutionelle Förderung von der Stadt Dresden zur Unterhaltung der Geschäftsstelle mit Übernahme der Lohnkosten für die Geschäftsführerin und Projektförderung. Zeitgleich erwirkte er den Beschluss der Stadt für die Förderung für den Um- und Ausbau von Ateliers. Dieser Beschluss der Atelierförderung gilt bis heute in seiner Grundform. Als Vertreter des Künstlerbundes in die 13-köpfige Kunstkommission wurde Jürgen Schieferdecker berufen. Aufgabe ist die Umsetzung der sogenannten K7-Richtlinie für staatliche Bauvorhaben. Diese regelt die anteilige Realisierung von zeitgenössischer Kunst am Bau bei staatlichen Neubauten. Für die Vergabe von Projektmitteln der Stadt Dresden wurde ein Mitglied des Künstlerbundes der Kommission zugeordnet. 
Im Jahr 1997 erfolgte der Umzug in die Pulsnitzer Straße in der Äußeren Dresdner Neustadt. Im Jahr 1999 wurde erstmalig die Veranstaltung offene ateliers dresden gestartet. Dazu können Interessenten die Ateliers der Künstler besuchen. Eine weitere Ausstellungsveranstaltung, Alterswerke, wurde im Jahr 2000 durchgeführt, wobei die Künstwerke älterer Künstler im Bürgerfoyer des sächsischen Landtages zu sehen waren.

### Ab 2001
Im Jahr 2001 fand das multimediale Festival Morphonic Lab im Palais im Großen Garten statt, mitverantwortlich dafür Detlef Schweiger und Arend Zwicker. Kristine Köpf, spätere Schmidt-Köpf, übernahm im Jahr 2002 von Karin du Vinage die Geschäftsführung. Antje Friedrich wurde als Mitarbeiterin in der Geschäftsstelle angestellt. Bedingt durch die Jahrhundertflut initiierte der Künstlerbund gemeinsam mit der Volks- und Raiffeisenbank und dem Dresdner Kulturamt die Kunstspendenauktion Künstler helfen Künstlern in der Villa Eschebach am Albertplatz. Ein Kompetenzzentrum Bildende Kunst im alten Zollschuppen scheiterte im Jahr 2005 durch das Umweltamt wegen einer Hochwassergefährdungslage. Zusammen mit den Universitätssammlungen Kunst + Technik veranstaltete der Künstlerbund im Jahr 2006 in der Altana-Galerie der TU Dresden die Ausstellung Impulse Positionen Dresdner Künstler. Gezeigt wurden 147 Kunstarbeiten von 24 Künstlern. 
Eine Arbeitsgemeinschaft AG Ausstellungen wurde im Jahr 2008 gegründet. Für wechselnde Ausstellungen sorgen elf Mitglieder des Künstlerbundes. So wurden im Jahr 2009 eine vierteilige Ausstellung im Rathaus, LEBEN – WOHNEN – ARBEITEN – DRESDEN durchgeführt. Im Jahr 2012 erfolgte die erste Künstlermesse Dresden mit 22 Ständen zeitgleich mit der Lifestyle-Messe room+style in den Hallen der Messe Dresden. Weiterhin wurden vom Künstlerbund die ersten sächsischen Richtlinien zur Ausstellungsvergütung erarbeitet, zur Regelung der Mindestanforderungen für die Leistungsvergütung von Künstlern bei Ausstellungen. 
Im Jahr 2013 gründete der Künstlerbund eine Arbeitsgemeinschaft AG Nachlässe, damit wurde die Künstlerische Nachlasssicherung in den sächsischen Koalitionsvertrag geregelt und Schaffung einer Werkdatenbank für sächsische Kunstschaffende. Im gleichen Jahr erfolgte in Zusammenwirken mit dem Dresdner Non-Profit-Unternehmen FSD Fahrzeugsystemdaten GmbH mit dem Motto Technik trifft Bildende Kunst das erste Kreativseminar. Im Jahr 2015 verließ Kristine Schmidt-Köpf den Künstlerbund. Die Geschäftsführung übernahmen gemeinsam Antje Friedrich und Torsten Rommel. Zum 25-jährigen Bestehen des Künstlerbundes wurde in der Villa Eschebach, wieder mit der Volks- und Raiffeisenbank, die Ausstellung Neues aus Dresdner Ateliers 56 aktuelle Arbeiten seiner Mitglieder gezeigt. Das Format wird fortan alle 2 Jahre wiederholt.

### Ab 2016
Aus gesundheitlichen Gründen stellte Jürgen Schieferdecker seine Arbeit als Vorsitzender des Künstlerbundes frei und verblieb bis zu seinem Tod im Jahr 2018 beim Künstlerbund. Im Jahr 2017 veranstaltete der Künstlerbund die letzte Künstlermesse Dresden am Standort Messe Dresden mit 80 Ausstellungsständen, in Zusammenwirken mit der Hochschule für Bildende Kunst Dresden sowie dem Filmfest Dresden. 
Ein Umzug im Jahr 2019 erfolgte auf die Hauptstraße 34/Ecke Ritterstraße in der Inneren Neustadt. Der neue Standort bietet Ausstellungsmöglichkeiten, Atelierräume und auch ein Notsicherungsdepot für die Zwischenlagerung von Künstlernachlässen. Das neue Domizil wurde mit der Werkschau postdigital versus analog von Gerhard Deke und Hartmut Trache eingeweiht. Seit dem Jahr 2019 gibt es ein monatliches Angebot, um sich dienstags im Künstlerbund beraten zu lassen. Es wurden so bereits über 100 Beratungsgespräche durch Susanne Magister geführt.
Nach zweijähriger Pause begann im Jahr 2020 die Fortführung der Künstlermesse Dresden im Deutschen Hygiene-Museum. Antje Friedrich verließ den Künstlerbund Dresden; es wurde Torsten Rommel zum alleinigen Geschäftsführer, Christine Gruler als Leiterin des Bereichs Öffentlichkeitsarbeit und Kommunikation benannt. Mit einer großen Ausstellung feierte der Künstlerbund Dresden in der Städtischen Galerie sein 30-jähriges Bestehen.